# Suzanne Nilsson
Mari Christina Suzanne Nilsson, född 25 oktober 1966 i Karlstad, är en svensk simmare. Hon tävlade för Filipstads SK, Simklubben S02 och Helsingborgs SS.
Nilsson tävlade i två grenar för Sverige vid olympiska sommarspelen 1988 i Seoul. Hon slutade på 18:e plats på 200 meter frisim och var en del av Sveriges lag som slutade på 9:e plats på 4x100 meter frisim.
1985 tilldelades hon Stora grabbars och tjejers märke. Samma år var Nilsson en del av Sveriges lag som tog brons på 4x200 meter frisim vid Europamästerskapen 1985. Hon tog SM-guld på 200 meter frisim (kortbana) 1985 och 1988. På 400 meter frisim (långbana) tog Nilsson guld 1982 och 1983. På 400 meter frisim (kortbana) tog hon guld 1985, 1986 och 1988. Nilsson tog även guld på 800 meter frisim (kortbana) 1985 och 1986.